# František Josef Dusík
František Josef Dusík (v německých pramenech Franz Benedikt Dussek, v Itálii znám jako Cormundi), (22. března 1765, Čáslav – po r. 1816, Stična ve Slovinsku (v sousedství obce Ivančna Gorica)) byl český hudební skladatel.

## Život
Pocházel z rozvětvené hudební rodiny. Jeho otcem byl čáslavský kantor a hudební skladatel Jan Josef Dusík a starším bratrem slavný klavírní virtuóz a rovněž hudební skladatel Jan Ladislav Dusík. I jeho matka Veronika rozená Štěbetová byla dobrá harfenistka a zpěvačka. Od dětství se učil na klavír, housle a violoncello a často zastupoval otce u varhan. V roce 1782 byl přijat do nadace kláštera ve Žďáru nad Sázavou. Ve studiu pokračoval v Praze, kde byl žákem Augustina Šenkýře a již během studií se stal varhaníkem v benediktinském klášteře v Emauzích.
Po studiu byl přijat do služeb hraběte Lützowa, s jehož podporou se dostal do Itálie. Působil jako koncertní mistr v Mortaře, v divadle S. Benedetto v Benátkách a roku 1786 dokonce i v milánské opeře La Scala. Od roku 1790 byl vojenským kapelníkem v Lublani a v Benátkách. V Lublani se i oženil. Jeho manželkou se stala Anna Fokke, jejíž bratr byl úředníkem Kontrolního úřadu ve Stičně. Okolnosti posledních let života nejsou příliš jasné. Je známo, že byl v Lublani varhaníkem a má se za to, že zemřel ve Stičně někdy po roce 1816.

## Dílo

### Opery
Seznam jím napsaných oper:
- Sultan Wampum (prem. 26. prosince 1796, Lublaň)
- Eugen der zweyte oder Der Held unserer Zeit (prem. 7. listopadu 1797, Lublaň)
- Die Lederers Tochter oder Der weibliche Kadet (prem. 1800, Lublaň)
- La caffeteria di spirito
- La ferita mortale
- La feudataria (provedena 14. srpna 1806, Milán, La Scala)[3]
- Il fortunato successo (Il felice successo) (prem. karneval 1810, Pavia)
- L'impostore (uvedena v Teatro di Brescia, 1806)
- L'incatesimo senza magia
- Matrimonio e divorzio in sol giorno ossia Angiolina
- Voglia di dote e non di moglie
- Ombra ossia il ravvedimento (opera farsa, prem. 22. února 1816, Benátky)
- Roma salvata (opera seria, prem. 4. června 1816, Benátky)

### Ostatní skladby
- Gerusalemme distrutta (oratorium)
- Sinfonia (archiv Gaeta)[4]

V Českém muzeu hudby jsou uloženy:
- Trio G-dur für drei Flöten (Allegro-Menuetto-Rondo)
- Trio d-moll (Adagio-Romance-Rondo)
- Serenata für zwei Violinen, 2 Hoboe (Klarinette), 2 Waldhörner, Bratsche, Violoncello e Basso